# Alonso de Padilla Acosta
Alonso de Padilla Acosta (nacido a mediados del siglo XVI y fallecido entre los años 1626 y 1628 probablemente) fue un conquistador español, nacido en América, fundador de Sampués y presumiblemente de Chinú.

## Vida y obra
Alonso de Padilla Acosta nació a mediados del siglo XVI, al parecer en el año de 1557, en tierras americanas, posiblemente en Cartagena de Indias. Era el hijo mayor del Capitán español Fernando de Padilla y Quiomar Acosta, quienes eran a esa sazón adolescentes. Son sus abuelos paterno y materno respectivamente Don Alonso de Padilla, residenciado en Santiago de Cuba y Don Antonio Gómez de Acosta, quien fue uno de los primeros expedicionarios que llegaron a la provincia de Cartagena luego de su conquista en 1533 y quien murió asesinado por los indios en la conquista de Cáceres.
La Familia Padilla repartía su vivienda y sus propiedades entre Tolú y Cartagena de Indias. En la década de 1570 el gobernador de Cartagena otorga la Encomienda de indios de Sincelejo a su padre, en recompensa de los servicios prestados en la conquista española. Eso obliga a Fernando de Padilla y al joven Alonso a residenciarse en Tolú, porque a los encomenderos les estaba prohibido, según las ordenanzas de la Corona española, vivir en los terrenos de su encomienda. Ya en 1574 es elegido para que ese año efectúe las funciones de alcalde ordinario de la Villa de Tolú junto con Hernando Vanegas, cargo que finiquita el 31 de diciembre de ese año. En 1577 vuelve a obtener ese cargo. A principios de la década de 1580 empieza a vivir en Cartagena donde empieza a escalar posiciones políticas como el de regidor del cabildo de esa ciudad y en donde adquiere propiedad de una gran casona que fue averiada durante el asedio del pirata inglés Francis Drake. De hecho durante aquel ataque, a mediados de 1585, su padre Fernando de Padilla realiza servicios de defensa de la plaza de Cartagena de Indias, que finalmente es tomada por el pirata inglés Drake, haciendo que sus moradores huyan hasta la vecina Turbaco. Es posible que la Familia Padilla haya huido hasta Turbaco pero lo cierto es que después de aquel ataque corsario Alonso y su padre deciden residenciarse definitivamente en Tolú.
En el año de 1590 aspira a ser regidor de Tolú, en ese año su familia es una de las más importantes de la villa de Tolú y su padre ostenta los importantes títulos de Capitán, regidor perpetuo de Tolú y alcalde de la Santa Hermandad del Santo Oficio de la Inquisición en la Villa de Tolú, de la que es encargado de apresar y cumplir las sentencias contra los herejes, además de poseer la encomienda de Sincelejo, que le generan importantes recursos, consistentes en rozas y cosechas de maíz. Por aquellos años permanece viviendo en Tolú en una casa que quedaba en la esquina de la plaza central, al lado de la iglesia de Santiago de Tolú.
Entre 1603 y 1606 su padre Fernando de Padilla muere presumiblemente en Tolú y, según las disposiciones legales sobre encomiendas, pasa a heredar la encomienda de Sincelejo, a las que el gobernador de Cartagena Don Gerónimo de Zuazo agrega otras como la de Pethihan y la de Sampués. Comienza así la historia de Sampués, cuyos indios, cerca de 46 de los llamados útiles tenían la obligación de cultivarle rozas de maíz y otros cultivos. Alonso de Padilla Acosta es tradicionalmente señalado como el fundador del asentamiento indígena de San Juan Evangelista de Sampués, aunque pocas veces visitó el lugar y delegó sus funciones a un mayordomo, en cumplimiento de las leyes sobre encomiendas. Al parecer fue el primer encomendero que designó un cura doctrinero conjunto para las encomiendas de Sincelejo y Sampués, Don Juan Martínez Melo y la parroquia se construyó en Sampués hasta donde iban los indios de Sincelejo a recibir los sacramentos.
La vida de Alonso de Padilla permanece documentada por documentos fortuitos y dispersos, se sabe que contrajo matrimonio con Clemencia Maldonado y Viloria, perteneciente a una de las familias más ricas de la provincia de Cartagena y que es tataranieta de Don Alonso de Heredia, fundador de Tolú y Mompós y hermano de Don Pedro de Heredia, fundador de la provincia de Cartagena de Indias. De ese matrimonio sobrevivieron siete hijos de los cuales se han podido rescatar los nombres de Fernando, Alonso, Francisco y Leonor de Padilla Maldonado.
Durante la visita del español Juan de Villabona Zubiaurre a las encomiendas del distrito de Tolú (que incluían la de Sincelejo y Sampués, a la sazón una de las más codiciadas de ese distrito por su gran número de indígenas) a principios de 1610, se comprueban malos tratos y otros delitos sobre los indígenas tributarios, incluido la sobreexplotación de la mano de obra indígena. Varios encomenderos se levantan contra las disposiciones y ordenanzas de Villabona que intentan infructuosamente acabar la sobreexplotación y por tanto la disminución demográfica de la población indígena. Alonso de Padilla aparece entre los firmantes de un documento fechado el 9 de junio de 1612 que busca deslegitimar las ordenanzas de Villabona.
En una relación de los servicios prestados por la familia Padilla en el Nuevo Mundo se lee en la real Cédula del 31 de diciembre de 1631, que Alonso de Padilla:
“fue de los primeros pobladores de esa ciudad (Cartagena) donde fue diversas veces alcalde ordinario y tuvo otros oficios honrosos y salió en algunas ocasiones en busca de los corsarios que infestaban esas costas… asimismo fue vecino de de la dicha villa de Tolú; fue capitán de caballos y de infantería y alcalde ordinario de la mencionada villa, y siempre estuvo prevenido de armas y municiones para las ocasiones que se podían ofrecer”
Entre 1626 y 1628 Alonso de Padilla fallece en Tolú, dejando a su viuda y a sus siete hijos en estado de pobreza, pero con la propiedad de las encomiendas de Sincelejo y Sampués, que le son arrebatadas en 1631 por el Consejo de Indias en Sevilla (España), por efectos de las leyes que prohibían a los blancos poseer en tercera posesión una misma encomienda. Sampués y Sincelejo pasan ahora a ser posesión de los Condes de Salvatierra, quienes nunca llegaron a pisar suelo americano.